# Union megye (Arkansas)
Union megye az Amerikai Egyesült Államokban, azon belül Arkansas államban található. Megyeszékhelye és legnagyobb városa El Dorado. Lakosainak száma 39 054 fő (2020. április 1.). Union megye Ouachita, Columbia, Calhoun, Bradley, Ashley, Morehouse, Union és Claiborne megyékkel határos.

## Népesség
A megye népességének változása:
| Lakosok száma | 41 580 | 41 411 | 40 907 | 40 694 | 40 144 | 39 054 |
|               | 2010   | 2011   | 2012   | 2013   | 2015   | 2020   |